# Arquebisbat de Saragossa
L'arquebisbat de Saragossa és una seu episcopal que espanyola, i que es correspon parcialment amb la província de Saragossa. La diòcesi va ser creada en època romana; i el papa Joan XXII l'elevà a arquebisbat el 1318. La seva seu és la Catedral de Sant Salvador de Saragossa.
Com a arquebisbat té com a sufragànies les diòcesis de Barbastre-Montsó, Osca, Tarassona, Terol i Albarrasí.
Saragossa tenia dos seminaris: el dels sants Valeri i Brauli, fundat per l'arquebisbe Agustín de Lezo y Palomeque el 1788, destruït per una explosió i reconstruït el 1824 per l'arquebisbe Bernardo Francés y Caballero; i el de Sant Carles Borromeu, antigament un col·legi de jesuïtes, convertit en seminari per decisió del rei Carles III.

## Història

### Època romana (segles I-V)
La diòcesi de Saragossa és una de les més antigues d'Espanya, car segons la tradició el seu origen es remunta a l'arribada de l'apostol Jaume (fet del que no s'havia dubtat fins als escrits de Caesar Baronius, qui influït per una història fabulosa de García de Loaisa, la posà en dubte; però el papa Urbà VIII ordenà que l'antiga història tornés a aparèixer al breviari.
Vers el 256 apareix com a bisbe Fèlix Caesaraugustanus, qui defineix la veritable disciplina en el cas de Basilides i Marcial, bisbes d'Astorga i Mèrida.
Sant Valeri, que assistí al Concili d'Elvira, va ser bisbe entre el 290 i el 315 i, juntament amb el seu deixeble i diaca Sant Vicenç van patir el martiri durant la persecució de Deci. Sant Vicenç va ser portat a València, on patí un llarg i terrible martiri. Sant Valeri va ser exiliat a un lloc anomenat Enet, prop de Barbastre, on va morir. Les seves relíquies van ser portades inicialment a Roda d'Isàvena, però un braç i el cap van ser traslladats a Saragossa quan la ciutat va ser reconquerida als musulmans.
Es creu que van haver màrtirs en persecucions anteriors a Saragossa, tal com sembla que ho indiqui Prudenci; però no existeixen notícies clares anteriors a Valeri, quan també apareixen Santa Engràcia i els Sants Incomptables.
L'any 380 se celebrà el Primer Concili de Saragossa, sota l'episcopat de Valeri II.

### Període visigòtic (segles V al VII)
Al 542, durant el setge dels francs, els saragossans lliuraren una part de l'estola tacada de sang de Sant Vicens com a pagament per la retirada de les tropes. Entre el 592 i el 619 el bisbe va ser Màxim, que assistí als concilis de Barcelona i d'Egara. Durant el seu episcopat es realitzà el Segon Concili de Saragossa, dedicat a la lluita contra l'arrianisme.
La seu de Saragossa va ser ocupat durant l'època gòtica per dos bisbes il·lustres: Sant Brauli, qui assistí al Quart, Cinquè i Sisè Concilis de Toledo, i Taió (651-664), famós pels seus escrits i per haver descobert a Roma la tercera part de les Morals de Sant Gregori Magne.
El Tercer Concili de Saragossa va realitzar-se sota la presidència del bisbe Valdered, decidint-se que les reines, un cop fossin vídues, havien de retirar-se a un monestir per la seva seguretat i per mantenir el decoro.

### Període islàmic (714-1118)
Durant l'ocupació islàmica el culte no desaparegué de la ciutat; sinó que les esglésies de la Verge i de Santa Engràcia van mantenir-se, mentre que la catedral va ser convertida en una mesquita.
Dels bisbes d'aquesta època es conserven els noms de Senior, qui visità a Eulogi a Còrdova al 849; i el d'Eleca, que al 890 va ser expulsat pels musulmans i es refugià a Oviedo. Paternus va ser enviat pel rei Sanç Garcés III de Pamplona a Cluny per tal d'introduir-hi la reforma cluniacenca, als monestirs de Sant Joan de la Penya i de San Salvador de Leire, i més tard va ser nomenat bisbe de Saragossa (1040-1077).

### Període cristià (1118-1318)
El rei Alfons I alliberà la ciutat el 18 de desembre de 1118 i nomenà bisbe a Pedro de Librana, nomenament confirmat pel Papa Gelasi II. López, a la seva "Història de Saragossa", diu que Pere de Librana primer va tenir la seva seu a l'església del Pilar i el 6 de gener de 1119 purificà la gran mesquita, dedicant-la al Salvador, per convertir-la en la seva seu. D'ací la controvèrsia que començà el 1135, durant el pontificat de García Guerra de Majones, entre els canonges del Pilar i de la Seu per la titularitat de la catedral.

### Arxidiòcesi de Saragossa (1318-present)
El 1318 la Seu de Saragossa va ser elevada a seu metropolitana per una butlla del papa Joan XXII del 14 de juny, sent bisbe Pedro López de Luna.
A les disputes que seguiren a la mort del rei Martí l'Humà, l'arquebisbe García Fernández de Heredia (1383-1411) va ser assassinat el 1411 per Antonio de Luna, partidari del comte Jaume II d'Urgell.
Durant més d'un segle, entre 1458 i 1577, la seu va ser ocupada per prínceps de sang reial:
- 1458-1475: Joan d'Aragó, fill natural del rei Joan II;
- 1478-1520: Alfons d'Aragó, fill natural de Ferran II, també arquebisbe de València entre 1512 i 1520;
- 1520-1530: Joan d'Aragó, fill de l'anterior
- 1539-1577: Hernando de Aragón, que havia estat abat del monestir cistercenc de Veruela.

El 15 de setembre de 1485, Pedro Arbués, canonge de la catedral de Saragossa i Inquisidor Major d'Aragó, va ser atacat a la catedral, possiblement per conversos. En resposta a l'assassinat, centenars de conversos van ser detinguts i entre 100 i 200 van ser executats, incloent els assaltants.

## Divisió administrativa
l'arquebisbat de Saragossa té una superfície total de 13.309 km², amb una població de més de 800.000 habitants. Està dividit en 6 vicaries i 24 arxiprestats, 10 a la ciutat de Saragossa i els altres 14 entre les províncies de Saragossa i Terol. Té 277 parròquies, de les quals 69 estan a la mateixa ciutat de Saragossa.

### Vicaria I
- Arxiprestat Centre (Saragossa)
- Arxiprestat de Santa Engràcia (Saragossa)
- Arxiprestat Gran Via (Saragossa)

### Vicaria II
- Arxiprestat del Rabal (Saragossa)

### Vicaria III
- Arxiprestat de Sant Valer (Saragossa)
- Arxiprestat de Sant Dominguito de Val (Saragossa)
- Arxiprestat de la Coronació de la Vege (Saragossa)

### Vicaria IV
- Arxiprestat de Torrero (Saragossa)
- Arxiprestat de les Fonts (Saragossa)
- Arxiprestat de Sant Josep (Saragossa)

### Vicaria V
- Arxiprestat d'Alcanyís
- Arxiprestat de Belxit
- Arxiprestat de Casp
- Arxiprestat d'Íxar
- Arxiprestat de Quinto
- Arxiprestat de Vall-de-roures
- Arxiprestat de Zuera

### Vicaria VI
- Arxiprestat d'Alagó
- Arxiprestat de Carinyena-Muel
- Arxiprestat de Casetas
- Arxiprestat de Daroca
- Arxiprestat d'Eixea
- Arxiprestat de Gallur
- Arxiprestat de l'Almúnia de Donya Godina